# Abri de la Consécration
L'abri de la Consécration (en catalan : abric de la Consagració) est un site préhistorique situé dans le ravin du Capelló, sur la commune de Capellades (comarque d'Anoia), dans la province de Barcelone, en Catalogne. Il a été découvert par Amador Romaní en 1909 et fait partie de l'ensemble archéologique de la Cinglera du Capelló (littéralement la « falaise du chapelain »), où depuis 1983 se déroulent des campagnes de fouilles des gisements archéologiques de l'Abri Romaní, l'Abric Agut, la Balma dels Pinyons et la Balma de Can Manel.

## Historique
L'abri de la Consécration, contrairement aux autres sites de la Cinglera, n'a subi aucune fouille archéologique jusqu'en 1983, ceci en raison de ses caractéristiques morpho-géologiques et du fait qu'il n'a pas de structure claire d'abri sous roche ou de grotte. La fouille de 1983 fut menée sous la direction d'Eudald Carbonell et de Rafael Mora Torcal avec la participation d'une association culturelle de Capellades, lorsqu'un projet de promenade au-dessus de l'ensemble archéologique de la Cinglera du Capelló amena à la destruction d'une partie importante de son potentiel sédimentaire. Les études effectuées dans cette zone sont donc d'une approche différente des autres, les informations que l'on espère retirer des fouilles étant de nature géo-archéologique pour permettre l'analyse de toute la séquence sédimentaire qui est actuellement à découvert.

## Géologie

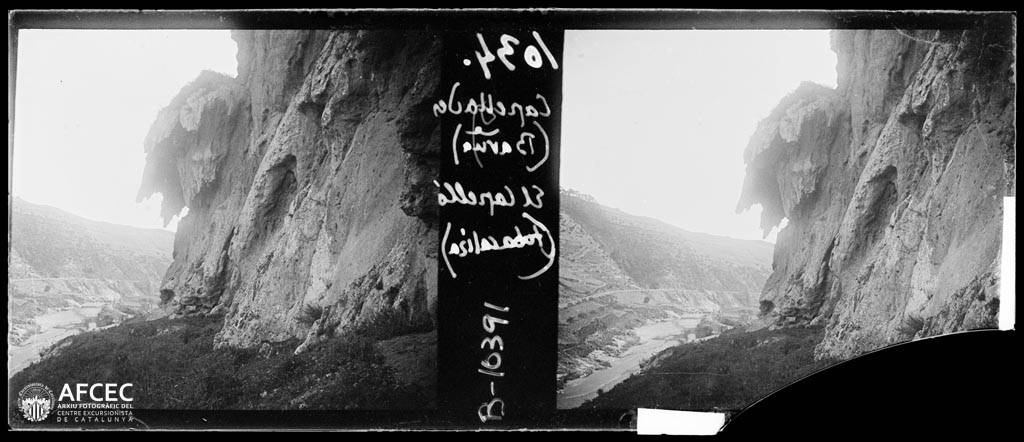
Entrée du site voisin de l'abri Romaní, tufière fossile.

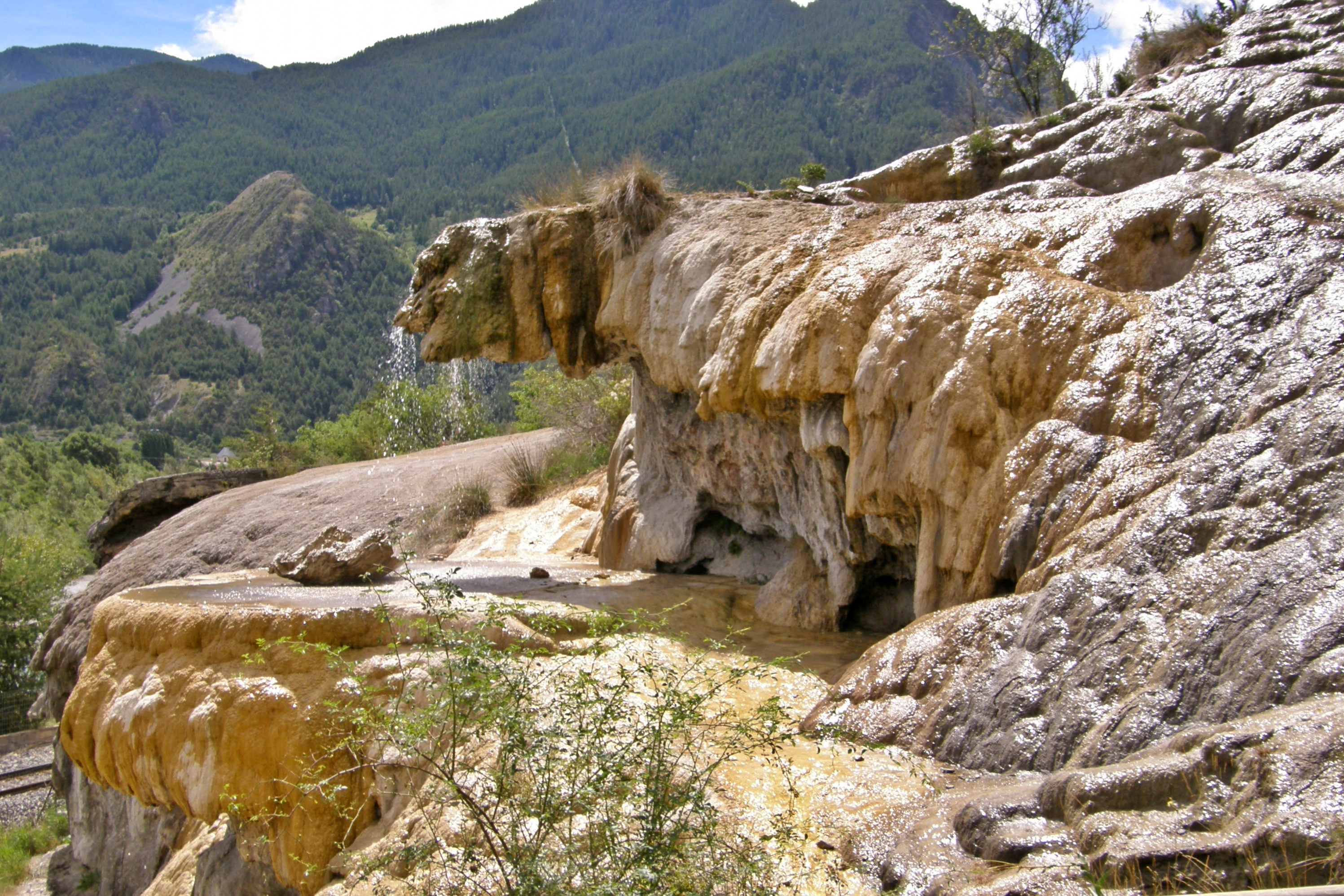
Exemple de falaise à tufière active (Fontaine pétrifiante de Réotier, France).

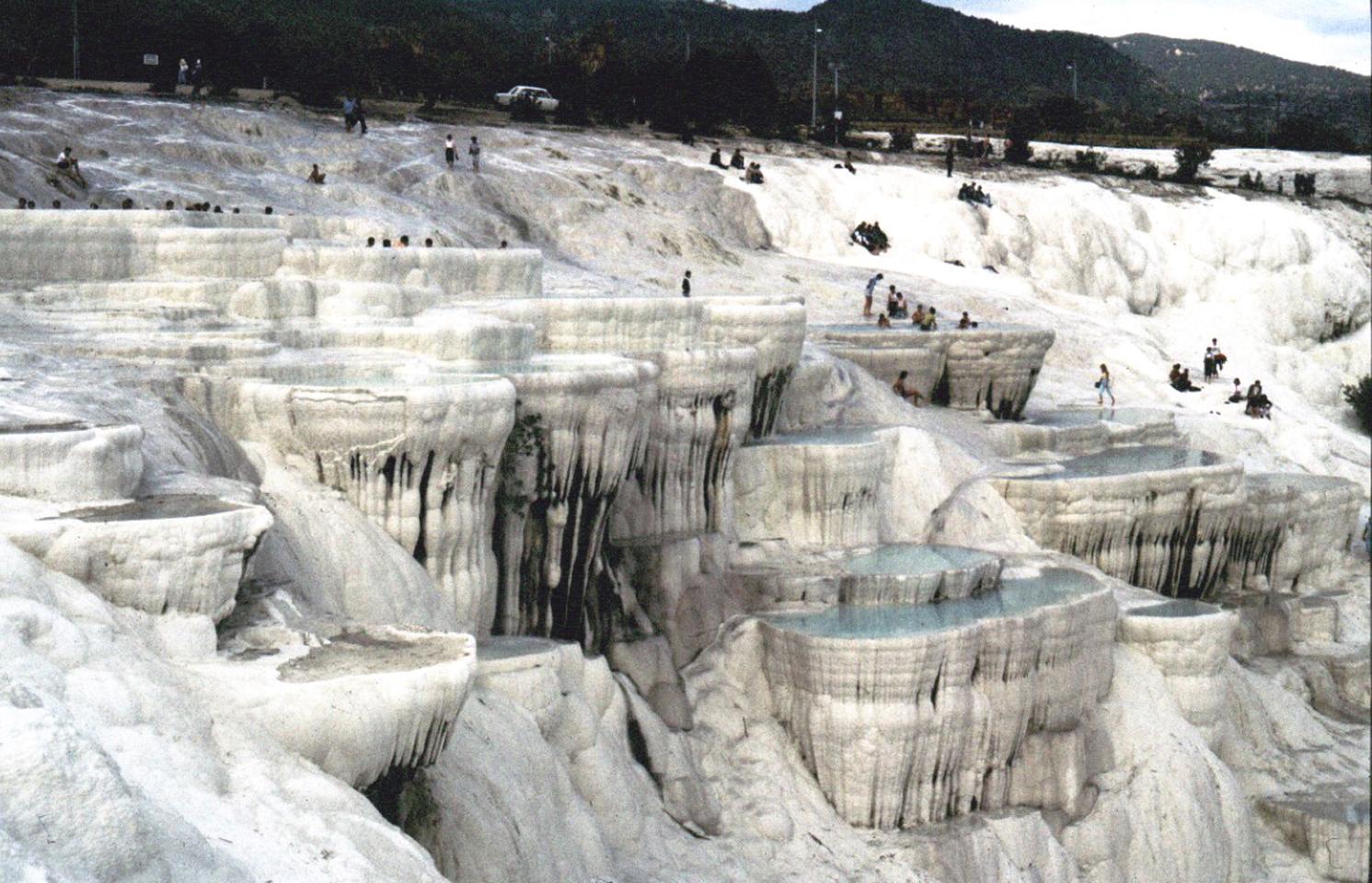
Exemple de falaise avec formation active à travertins (Pamukkale, Turquie).

Sur le site de la Cinglera du Capelló, on peut documenter trois grandes phases géologiques qui correspondent à des périodes marquée par une importante circulation d'eau avec des apports abondants de carbonate de calcium, chacune de ces phases ayant formé une tufière fossile. La première et la troisième sont actuellement détruites, bien que l'on puisse en imaginer leur forme. La seconde plateforme est la seule que l'on puisse encore observer en fonctionnement. C'est entre les phases 2 et 3 que se trouvent les occupations paléolithiques de l'abri de la Consécration.
L'érosion a érodé les corniches à travertin, qui sont tombées et ne forment presque plus d'abris, et a accumulé des matériaux sédimentaires sur le versant de falaise. Au Quaternaire, des mouvements gravitationnels, ou mouvements relictuels, ont provoqué la chute des corniches qui ont pris l'aspect documenté au début du XXe siècle.

## Stratigraphie

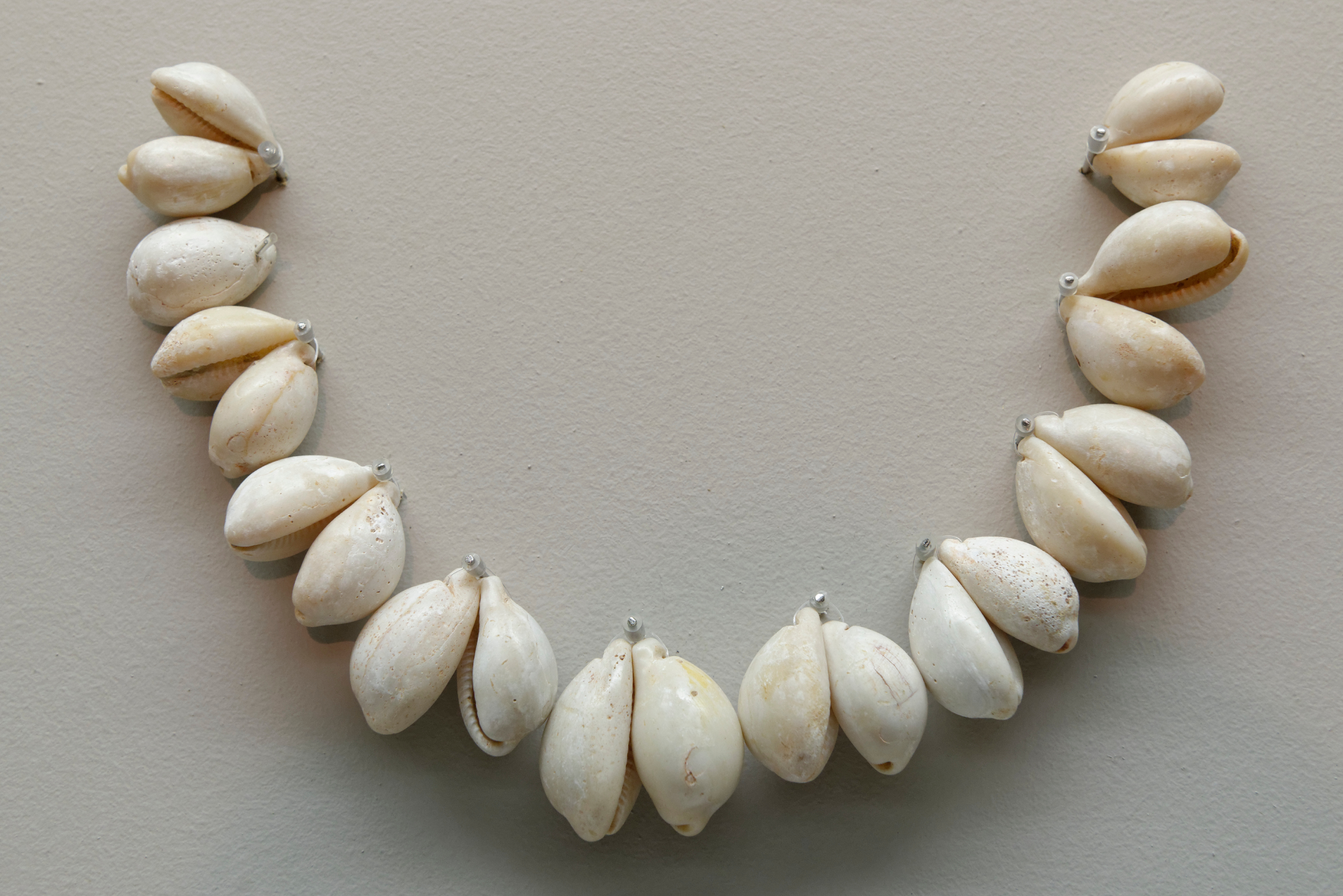
Collier de coquillage de l'abri Romaní voisin.

Un total de 34 niveaux sont documentés, depuis le niveau 1.0 jusqu'au 8.3. Neuf d'entre eux ont été reconnus en tant que niveaux archéologiques, ces derniers correspondant aux niveaux :
- 3.0 : Il correspond à un niveau archéologique délimité par des charbons qui apparaissent dans ses parties supérieure et inférieure. Il contient des fragments de travertin de grande taille, des nodules calcitiques stalagmisés. Sa matrice est limoneuse et contient des sables épais. Sa puissance (épaisseur minimale) est de 30 cm.
- 5.3 : Il contient des sables fins avec des fragments de travertin brûlé, des cryoclastes et des calcites. Du côté gauche apparaissent des fragments de la croûte calcaire. Cela correspond à un niveau archéologique où apparaît un éclat calcaire en section. Sa puissance est de 14 cm
- 5.4 : Matrice sableuse avec des fragments de travertin de petites dimensions, éléments détritiques et quelques cailloux roulés de petites dimensions Les cendres sont moins intenses que dans le niveau antérieur et la puissance de la strate est de 8 cm.
- 5.5 : Ce niveau archéologique qui contient sables épais et fragments de travertin de dimensions moyennes, en plus d'éléments détritiques de différentes compositions. On y a retrouvé des restes de mollusque (coquillages) dans une puissance de 16 cm.
- 5.6 : Il correspond à un niveau archéologique de matrice sableuse avec des fragments de travertin et des nodules calcaires. Dans cette section est documentée une pièce de silex. Sa puissance est de 19 cm.
- 6.3 : Ce niveau archéologique présente des traces de charbon Du côté gauche  apparaissent des cendres. La matrice est sableuse et il présente des nodules de dimensions moyennes avec des fragments de travertin brûlé. La puissance du niveau est de 11 cm.
- 6.6 : Ce niveau archéologique présente d'abondantes traces de charbon et des restes osseux. Sa matrice est argileuse avec des niveaux de travertin brûlés et laminés. Sa partie nord est délimitée par une croûte très marquée du côté droit de la section. Sa puissance est de 20 cm.
- 8.1 : Des restes de faune sont documentés à ce niveau.

## Vestiges archéologiques
Les seuls matériaux qui ont été documentés in situ sont deux pièces enregistrées dans les niveaux 5.3 et 5.4, et quelques restes osseux au niveau 8.1. 31 matériaux ont été inventoriés au total. Nombre d'entre eux proviennent des prospections systématiques dans la pente où s'ouvrent les sédiments. Les chercheurs pensent qu'au moins certains niveaux archéologiques appartiennent au Paléolithique supérieur. Les matériaux lithiques sont rares, et sans faire d'affirmation trop définitive, et dans une perspective chrono-culturelle, les enquêteurs pensent que de tels matériaux appartiennent à un Moustérien évolué.